# Liste der Kulturgüter in Airolo
Die Liste der Kulturgüter in Airolo enthält alle Objekte in der Gemeinde Airolo im Kanton Tessin, die gemäss der Haager Konvention zum Schutz von Kulturgut bei bewaffneten Konflikten, dem Bundesgesetz vom 20. Juni 2014 über den Schutz der Kulturgüter bei bewaffneten Konflikten sowie der Verordnung vom 29. Oktober 2014 über den Schutz der Kulturgüter bei bewaffneten Konflikten unter Schutz stehen.
Objekte der Kategorien A und B sind vollständig in der Liste enthalten, Objekte der Kategorie C fehlen zurzeit (Stand: 1. Januar 2023).

## Kulturgüter
| Foto | | Objekt | Kat. | Typ | Standort                          | Beschreibung                                                                                                  |
| ---- | --- | --- | ---- | --- | --------------------------------- | --- |
| ja   | Datei hochladen · Wikidata zu Forte Airolo (Q970262)                                                            | Forte Airolo KGS-Nr.: 05226 | A    | G   | Caserna 688272 / 153655           | |
| ja   | Datei hochladen · Wikidata zu Denkmal für die Opfer des Gotthardtunnelbaus von Vincenzo Vela (Q12126917)        | Denkmal für die Opfer der Arbeit / Monumento alle vittime del lavoro KGS-Nr.: 05227                                                                         | A    | K   | Viale Stazione 689713 / 153599    | Erschaffen von Vincenzo Vela in Gedenken an die beim Bau des Gotthard-Eisenbahntunnels verstorbenen Arbeiter. |
| ja   | Datei hochladen · Wikidata zu Hospiz, ehemalige Sust, ehemaliges Hospiz und Stall (Q48834765)                   | Gotthardpass: Hospiz, ehemalige Sust, ehemaliges Hospiz und Stall / Passo del San Gottardo: ospizio, vecchia sosta, ospizio vecchio e stalla KGS-Nr.: 09056 | A    | G   | Gotthardpass 686510 / 156621      | |
| ja   | Datei hochladen · Wikidata zu Festung Foppa (Q712994)                                                           | Forte Foppa KGS-Nr.: 09079 | A    | G   | Caserna di Dentro 687771 / 154353 | |
| ja   | Datei hochladen                                                                                                 | Mittelsteinzeitliche und bronzezeitliche Siedlung / Insediamento del mesolitico ed età del bronzo KGS-Nr.: 10516                                            | A    | F   | Alpe di Rodont 685700 / 158599    | |
| BW   | Datei hochladen · Wikidata zu Madrano, Siedlung aus der Bronze- und Eisenzeit, römische Nekropole / (Q29526961) | Madrano, Siedlung aus der Bronze- und Eisenzeit, römische Nekropole / Madrano, insediamento dell’età del bronzo e ferro, necropoli romana KGS-Nr.: 10517    | A    | F   | Motto Caslascio 691280 / 153449   | |
| ja   | Datei hochladen · Wikidata zu Pfarrkirche Santi Nazario e Celso (Q29883836)                                     | Pfarrkirche Santi Nazario e Celso KGS-Nr.: 05225 | B    | G   | Via San Gottardo 689775 / 153767  | |
| BW   | Datei hochladen · Wikidata zu (Q29883840)                                                                       | Oratorium Santi Gervasio e Protasio / Oratorio dei Santi Gervasio e Protasio KGS-Nr.: 05228                                                                 | B    | G   | Madrano 691284 / 153488           | |
| ja   | Datei hochladen                                                                                                 | Portal des Autobahntunnels / Portale di galleria autostradale KGS-Nr.: 10451                                                                                | B    | G   | 689120 / 153608                   | |
| ja   | Datei hochladen · Wikidata zu Airolo fortification (Q29883837)                                                  | Forte Fieud KGS-Nr.: 11903 | B    | G   | 686563 / 154819                   | 1905 zum Schutz der Festung Motto Bartola erbaut.                                                             |
| ja   | Datei hochladen · Wikidata zu Nationales St. Gotthard-Museum (Q27478285)                                        | Nationales Gotthardmuseum / Museo nazionale del San Gottardo KGS-Nr.: 12041                                                                                 | B    | S   | Gotthardpass 686509 / 156619      | |
| BW   | Datei hochladen                                                                                                 | Mittelalterliche Pfarrkirche der heiligen Nazario und Celso / Chiesa parrocchiale medievale dei Santi Nazario e Celso KGS-Nr.: 16509                        | B    | F   | Via San Gottardo 689783 / 153778  | |
| ja   | Datei hochladen                                                                                                 | Viadotto di Fieud KGS-Nr.: 17199 | B    | G   | 685778 / 153433                   | |
| ja   | Datei hochladen · Wikidata zu Motto Bartola (Q1475289)                                                          | Festung Motto Bartola / Caserma Motto Bartolo KGS-Nr.: 17200                                                                                                | B    | G   | 688160 / 154255                   | |